# Шрусбері (Міссурі)
Шрусбері (англ. Shrewsbury) — місто (англ. city) в США, в окрузі Сент-Луїс штату Міссурі. Населення — 6406 осіб (2020).

## Географія
Шрусбері розташоване за координатами 38°35′12″ пн. ш. 90°19′41″ зх. д. / 38.58667° пн. ш. 90.32806° зх. д. (38.586608, -90.328124).  За даними Бюро перепису населення США в 2010 році місто мало площу 3,70 км², уся площа — суходіл.

## Демографія
Згідно з переписом 2010 року, у місті мешкали 6254 особи в 3218 домогосподарствах у складі 1331 родини. Густота населення становила 1689 осіб/км².  Було 3487 помешкань (942/км²).
Расовий склад населення:
| - 90,4 % — білих - 3,9 % — азіатів - 3,6 % — чорних або афроамериканців - 0,2 % — корінних американців |

До двох чи більше рас належало 1,4 %. Частка іспаномовних становила 2,3 % від усіх жителів.
За віковим діапазоном населення розподілялося таким чином: 14,2 % — особи молодші 18 років, 61,6 % — особи у віці 18—64 років, 24,2 % — особи у віці 65 років та старші. Медіана віку мешканця становила 42,9 року. На 100 осіб жіночої статі у місті припадало 82,7 чоловіків;  на 100 жінок у віці від 18 років та старших — 78,5 чоловіків також старших 18 років.
Середній дохід на одне домашнє господарство  становив 62 937 доларів США (медіана — 49 915), а середній дохід на одну сім'ю — 89 628 доларів (медіана — 80 750). Медіана доходів становила 54 189 доларів для чоловіків та 40 422 долари для жінок. За межею бідності перебувало 9,5 % осіб, у тому числі 5,1 % дітей у віці до 18 років та 7,5 % осіб у віці 65 років та старших.
Цивільне працевлаштоване населення становило 2940 осіб. Основні галузі зайнятості: освіта, охорона здоров'я та соціальна допомога — 31,6 %, науковці, спеціалісти, менеджери — 14,7 %, фінанси, страхування та нерухомість — 13,6 %.